# ديوك ماكوري
ديوك ماكوري هو لاعب هوكي الجليد كندي، ولد في 13 يونيو 1900 في تورونتو في كندا، وتوفي بنفس المكان في 8 نوفمبر 1965.

## وصلات خارجية
- ديوك ماكوري على موقع دوري الهوكي الوطني (الإنجليزية)
- ديوك ماكوري على موقع قاعة مشاهير الهوكي (لاعب أن.إتش.أل) (الإنجليزية)
- ديوك ماكوري على موقع EliteProspects.com (الإنجليزية)
- ديوك ماكوري على موقع HockeyDB.com (الإنجليزية)
- ديوك ماكوري على موقع Hockey-Reference.com (الإنجليزية)